# Andrzej Piechaczek
Andrzej Piechaczek (ur. 11 czerwca 1937, zm. 29 grudnia 2006 w Kętach) – polski kolarz szosowy, reprezentant Polski.

## Życiorys
Od początku kariery sportowej był zawodnikiem Ruchu Chorzów, a jego trenerem był Robert Nowoczek. Jego największym sukcesem w karierze było zwycięstwo w dwunastoetapowym Wyścigu dookoła Egiptu w 1961 - pierwsza wygrana polskiego kolarza szosowego w wyścigu wieloetapowym poza Polską po II wojnie światowej. Dwukrotnie startował w Wyścigu Pokoju (1960 - nie ukończył, 1961 - 44. miejsce), jego najlepsze miejsca w Tour de Pologne to 5. miejsce w 1959.
Po zakończeniu kariery sportowej był trenerem i sędzią kolarskim.